# Metopa

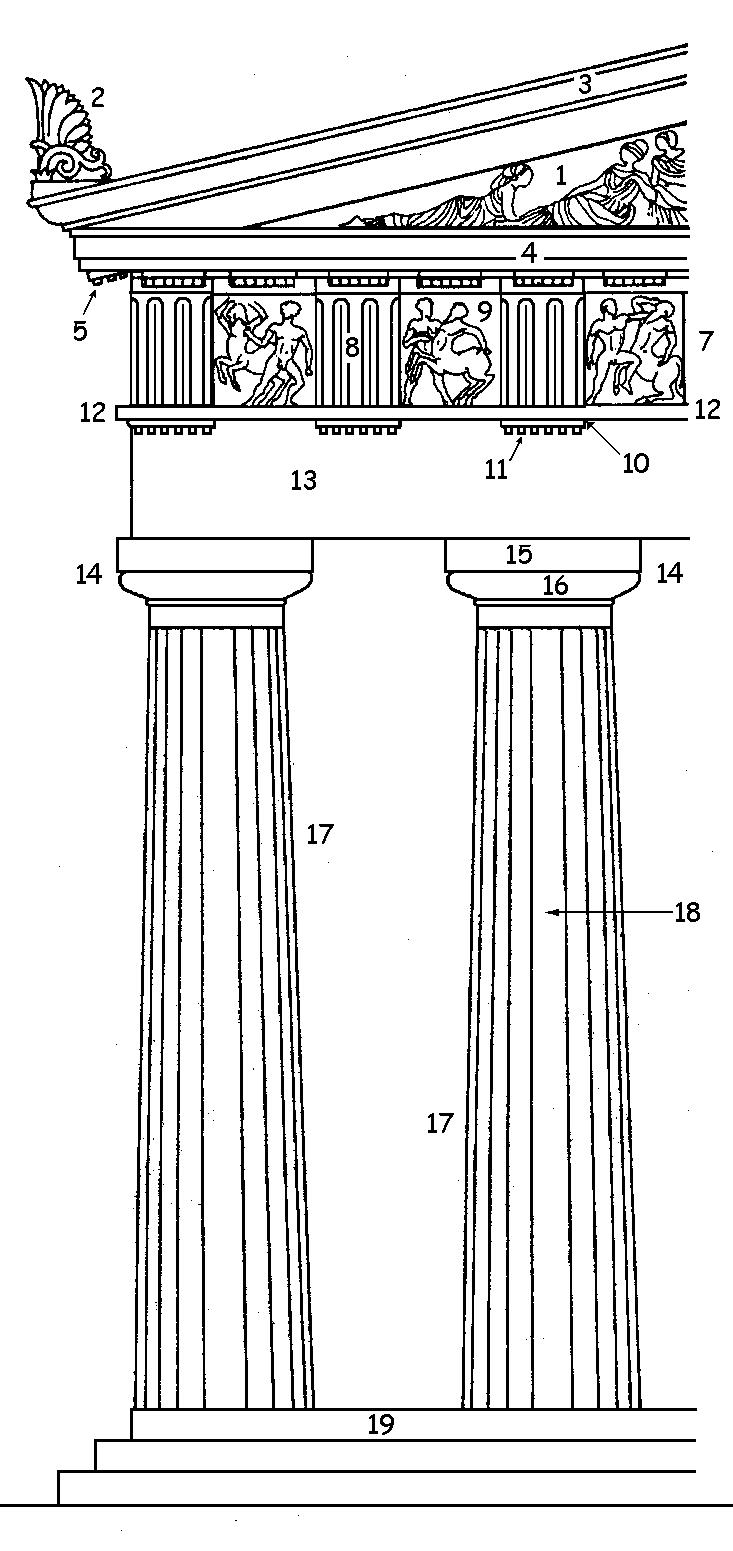
Dórský stavební řád: 1 – tympanon, 2 – akrótérion, 3 – sima (římsa), 4 – geison (římsa), 5 – mutul, 7 – vlys, 8 – triglyf, 9 – metópa, 10 – regula, 11 – guttae (kapky), 12 – taenia (pásková lišta), 13 – epistyl (architráv), 14 – hlavice, 15 – abakus, 16 – echinus, 17 – dřík, 18 – kanela, 19 – stylobat

Metópa (z řec. metópé, čelo, průčelí) je v řecké architektuře ozdobný prvek v dórském stavebním řádu. Mezi architrávem či kladím (13) a římsou (4) probíhá vlys, kde se střídají vystouplé triglyfy (8) a zapuštěné metópy (9), často s bohatou plastickou výzdobou. Nejznámější jsou 92 metópy z Parthenónu na athénské Akropoli, zobrazující zápas kentaurů s lapity.
Dle Vitruvia slovo pochází ze složení řeckého slova meta (mezi) a opai (kapsy pro trámy – tesařská hnízda), jakožto metopé.

## Původ a význam

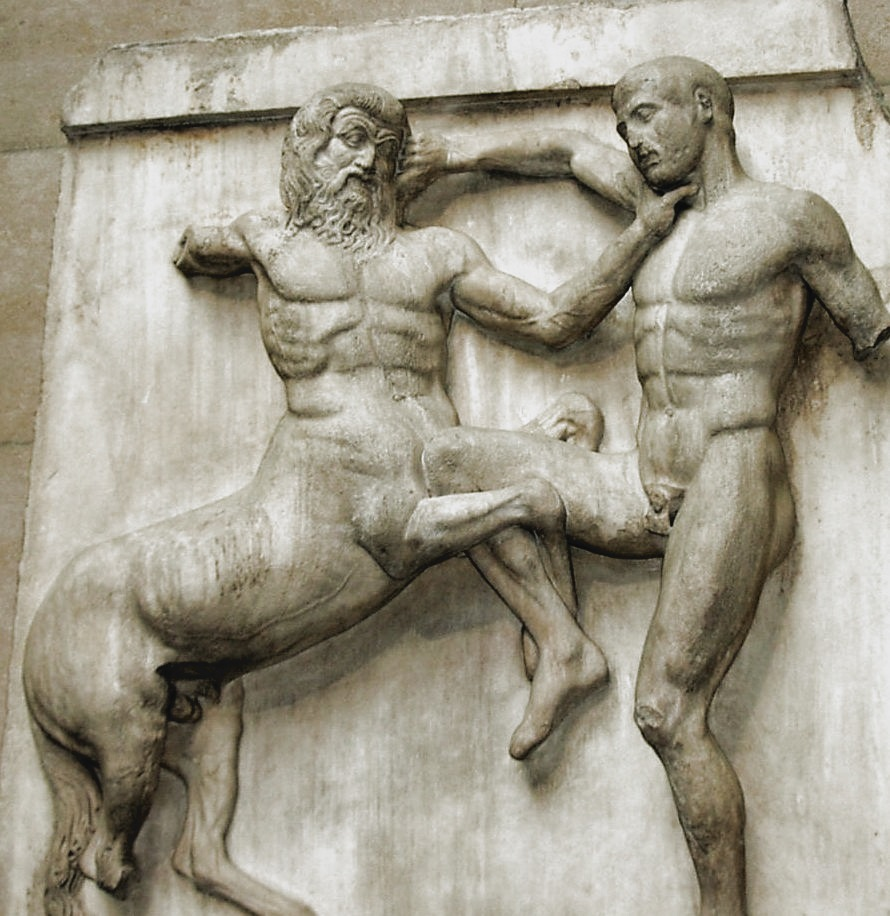
Metopa z jižní strany Parthenónu – lapith bojující s kentaurem, mezi 447 př. n. l.–433 př. n. l.

Dórský stavební řád, který se užíval v předklasické a klasické době starověkého Řecka (7.–5. stol. př. n. l.), nese zřetelné stopy dřevěné architektury, z níž se vyvinul: kulaté sloupy, rovné kladí (architráv) a také triglyfy, což jsou původně vystouplé konce stropních trámů. Proto jsou vždy nad sloupem a v polovině mezi sloupy. Prostor mezi nimi byl původně prázdný a kladly se tam ozdobné nádoby nebo lebky obětovaných zvířat. V dórském řádu je prostor mezi triglyfy vyplněn metópou, přibližně čtvercovou keramickou nebo kamennou deskou, která se později sochařsky zdobila. Vysoké reliéfy na metópách, kde se zpravidla zobrazovaly dvě až tři postavy, patří k vrcholům řeckého sochařství.

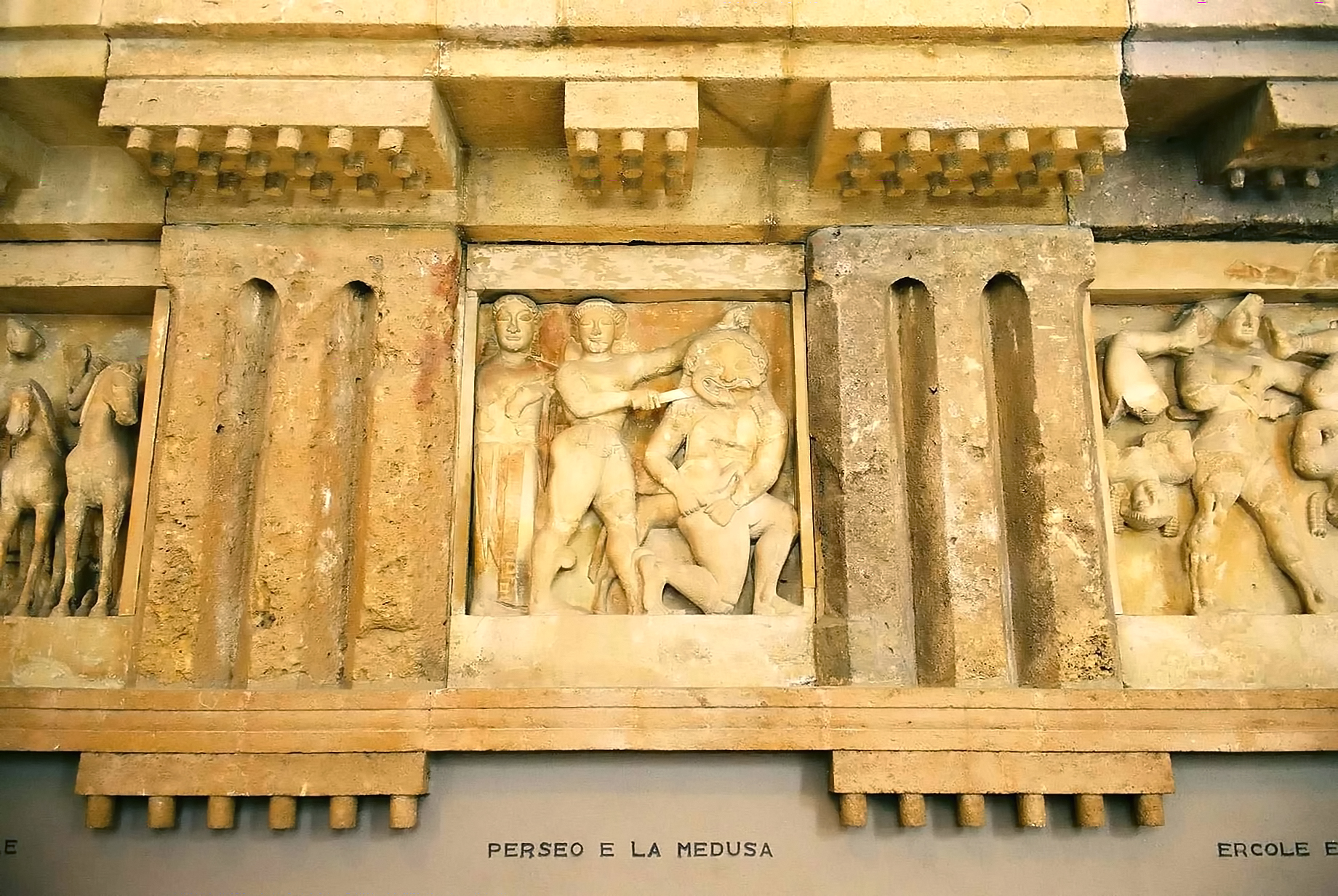
Metopy a triglyfy z chrámu C v Selinuntu (Muzeum v Palermu)

 Z původní dřevěné konstrukce vyplynul také tzv. rohový konflikt: krajní trám původně neležel v ose sloupu, nýbrž na samém kraji budovy. Prostor mezi ním a sousedním (druhým) trámem byl tak o něco širší. Tento detail se řešil buď tím, že první metópa byla širší, nebo že krajní dva sloupy stály o něco blíž k sobě a v římské době konečně tak, že krajní triglyf, který měl už stejně jen dekorativní význam, byl na ose sloupu. I to svědčí o významu, který řečtí a římští architekti metópám přikládali.
Metopy a trojúhelníkový tympanon nabízely sochařům příležitost k volné tvorbě, která kontrastovala s jinak pevně danými a geometricky určenými prvky dórského řádu, jenž připouštěl jen nepatrné odchylky. Překvapivá přesnost, s níž se až do poslední doby tento řád do nejmenších detailů dodržoval (například šest kapek pod triglyfem), svědčí o tom, jakou vážnost mu staří Řekové přikládali. Podoba chrámů jako obydlí bohů se podle jejich přesvědčení výborně osvědčila a nesmělo se na ní tedy nic měnit.